# Birdsville Airport
Birdsville Airport är en flygplats i Australien. Den ligger i kommunen Diamantina och delstaten Queensland, omkring 1 400 kilometer väster om delstatshuvudstaden Brisbane.
Trakten runt Birdsville Airport är nära nog obefolkad, med mindre än två invånare per kvadratkilometer.. Närmaste större samhälle är Birdsville, nära Birdsville Airport.
Omgivningarna runt Birdsville Airport är i huvudsak ett öppet busklandskap. Genomsnittlig årsnederbörd är 170 millimeter. Den regnigaste månaden är februari, med i genomsnitt 38 mm nederbörd, och den torraste är augusti, med 1 mm nederbörd.